# Sośnina (Kotlina Kłodzka)

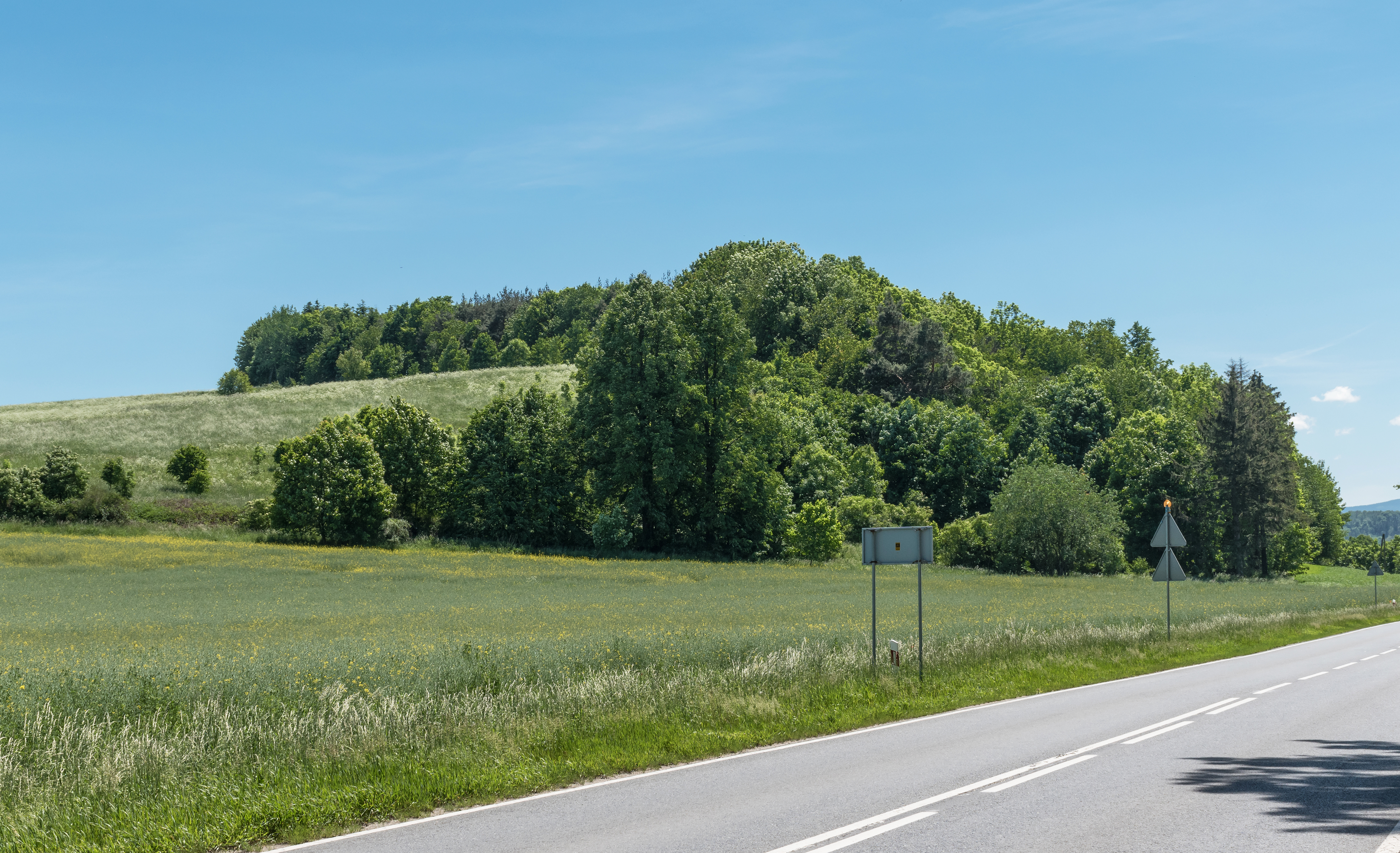
Widok od północnego zachodu

Sośnina – wzniesienie 459 i 455 m n.p.m. w południowo-zachodniej Polsce w Sudetach Środkowych, w Kotlinie Kłodzkiej.

## Położenie
Wzniesienie położone w Sudetach Środkowych, we Wzgórzach Rogówki, we wschodnim krańcu Kotliny Kłodzkiej około 0,95 km na północny wschód od centrum miejscowości Żelazno.

## Charakterystyka
Sośnina jest niewielkim pod względem wysokości, dwuwierzchołkowym wzniesieniem Wzgórz Rogówki, górującym nieznacznie nad miejscowościami: Żelazno od południowo-zachodniej strony, a od północno-wschodniej nad wsią Marcinów. Wyrasta w początkowym, zachodnim fragmencie ciągnącego się równoleżnikowo grzbietu Wzgórz Rogówki, w kształcie wyraźnego wału o dwu wierzchołkach oddalonych od siebie o ok. 0,6 km z nieznacznie stromymi zboczami. Wznosi się w niewielkiej odległości od sąsiedniego wzniesienia Bukówka, położonego po wschodniej stronie, od którego oddzielona jest niewielkim siodłem. Podłoże wzniesienia zabudowane jest z granitoidów masywu kłodzko-złotostockiego, głównie z granodiorytów amfibolowych. Szczyt i zbocza wzniesienia pokrywa warstwa młodszych osadów okresu zlodowaceń plejstoceńskich – osadami powstałymi w chłodnym, peryglacjalnym klimacie. Szczyt wzniesienia oraz całe zbocza porasta las świerkowy. Zbocza poniżej szczytu trawersuje kilka leśnych dróg i ścieżek. U podnóża wzniesienia, po południowo-wschodniej stronie położona jest łańcuchowa wieś Ołdrzychowice Kłodzkie po południowo-zachodniej Żelazno, a po północno-wschodniej Marcinów. Położenie wzniesienia, kształt i wyraźna dwuwierzchołkowa część szczytowa, czynią wzniesienie rozpoznawalnym w terenie. 

## Inne
- Na południowym zboczu u podnóża  wzniesienia pozostałości wyrobisk po nieczynnym kamieniołomie.
- Południowo-wschodnim  podnóżem wzniesienia płynie Nysa Kłodzka oraz przebiega droga krajowa nr 33.
- W przeszłości wzniesienie ze względu na położenie przy szlaku handlowym i kształt miało duże znaczenie strategiczne.

## Turystyka
Na szczyt nie prowadzi szlak turystyczny. W pobliże szczytów wzniesienia można dojść leśną drogą.